# Пам'ятник коню (Конотоп)
Пам'ятник коню у місті Конотоп — встановлений у 2008 році, один з небагатьох монументів де головним є сам кінь, а не вершник.

## Історія
Встановлений у 2008 році, наразі є туристичною візитівкою міста.

## Цікаві факти
Одного разу хулігани пофарбували коня білою фарбою, зробивши з нього «зебру».